# Antena 1 Fortaleza
A Antena 1 Fortaleza é uma estação de rádio comercial brasileira de Fortaleza, capital do estado do Ceará, transmitida na frequência de 97,7 MHz em FM e afiliada à rede musical do segmento adulto contemporâneo Antena 1. De propriedade dos irmãos Gaudencio Lucena e Carlos Gualter Lucena, a frequência foi lançada em 2005 com o nome Costa do Sol FM transmitindo programação popular. Em 2010 e 2025 afiliou-se à rede evangélica Nossa Rádio, tendo sido identificada como Nossa Rádio Ceará até o encerramento da parceria, em 2025, quando afiliou-se à Antena 1 em um projeto encabeçado pela sociedade que administra sua afiliada em Salvador, na Bahia.

## História
A concessão da frequência de 97,7 MHz de Fortaleza foi obtida em abril de 2002 pelo deputado federal pelo Ceará Eunício Oliveira para seu sócio, o empresário Gaudencio Lucena, em conjunto com seu irmão Carlos Gualter Lucena. Em 2003 era sabido que a estação teria 30 kW de potência, para cobrir a região metropolitana de Fortaleza e áreas próximas.
A Costa do Sol FM foi lançada em caráter experimental em 1.º de maio de 2005 com 50 kW de potência como a primeira estação de rádio integralmente digital do Ceará. Durante esta fase chegou a ser sintonizada na região do Jaguaribe, no sul do estado. A estreia oficial ocorreu em 17 de julho de 2005. Sob o slogan "Quem sintoniza, fica!", contava com programação popular focada nas classes B, C e D, na faixa etária entre quinze e quarenta anos, sendo o público feminino o predominante. A Costa do Sol FM chegou a ter como meta formar uma rede de rádio. Em seu último ano no ar possuía programação basicamente musical, com destaque para os programas Show da Manhã e Show da Tarde.
Em 1.º de março de 2010 a Costa do Sol FM afiliou-se à rede evangélica Nossa Rádio, adotando a identificação Nossa Rádio Ceará. Em 6 de março de 2025 a frequência deixou de levar ao ar a programação da Nossa Rádio, substituída por uma grade integralmente musical, identificando-se com o seu nome original. Em 11 de junho a estação começou a veicular chamadas de expectativa para sua afiliação à rede musical Antena 1, voltada ao gênero adulto contemporâneo. A parceria foi viabilizada pelo Grupo Aratu, proprietário de sua afiliada em Salvador, na Bahia, e conduzida pela CEO do grupo Ana Coelho em conjunto com os sócios Diogo Medrado, Léo Góes e Ricardo Luzbel.
Para marcar o lançamento da Antena 1 Fortaleza, foi promovido em 3 de julho um evento na unidade do Senac do bairro Aldeota, onde reuniram-se, além de seus gestores e apresentadores, autoridades, representantes do mercado radiofônico e publicitários. Inicialmente marcada para a meia-noite do dia 4, a entrada da estação na rede foi antecipada para às 18h30 do dia anterior. As atividades foram iniciadas na manhã do dia 7 com o noticiário NE Poder, apresentado por Gleudson Rosa e Beatriz Menezes de segunda a sexta-feira, entre 7h e 9h. Seguindo o padrão da rede, a estação também veicula boletins com notícias e atualizações sobre o trânsito entre as sequências musicais.